# Tiliqua scincoides
Espèce
Synonymes
- Lacerta scincoides White, 1790
- Scincus crotaphomelas Lacépède, 1804
- Scincus tuberculatus Merrem, 1820
- Tiliqua whitii Gray, 1831

Tiliqua scincoides est une espèce de sauriens de la famille des Scincidae.

## Répartition
Cette espèce de reptile se rencontre dans toute l'Australie à l'exception de la Tasmanie ainsi que dans les îles Tanimbar et Babar dans les Moluques en Indonésie.
Il est commun dans toute l'Australie orientale, étant souvent trouvé dans la brousse et les zones périurbaines où les conditions sont favorables. Il est connu comme lézard à langue bleue parce que la couleur de sa langue varie du bleu clair au bleu foncé, et qu'il a l'habitude de la mettre bien en vue et de siffler bruyamment lorsqu'il est dérangé.
Tiliqua scincoides chimaera, seule sous-espèce présente en Indonésie, vit dans les forêts très humides et les plaines marécageuses des îles Tanimbar et avoisinantes.

## Description
C'est un gros lézard qui peut atteindre 45 à 55 cm de long et jusqu'à 60 pour intermedia, aux écailles de brun à gris marbré de bandes jaunes, orange ou marron, parfois noires. La face intérieure est généralement pâle. La sous-espèce Tiliqua scincoides intermedia présente des barres noires sur les flancs, entrecoupées par les bandes dorsales de marron à orange. Dans les deux cas, les pattes avant sont claires et non lourdement marquées de noir comme leurs cousins gigas, dont la majorité de la coloration de pattes est noir brillant. Néanmoins, certains spécimens peuvent avoir un léger mouchetage noir, comme certains spécimens de "Prince regent" chez intermedia. En captivité, ce marqueur peut potentiellement révéler une hybridation avec Tiliqua sp Iran jaya ou gigas, malheureusement très courante dû à la méconnaissance de ces espèces.
La sous-espèce indonésienne, Tiliqua scincoides chimaera, est plus petite et trapue, atteignant rarement 45cm. Elle est jaune, grise ou marron, marbrée par des bandes jaune foncé, gris foncé ou marron foncé. Les pattes avant sont aussi claires et sans marquage. Une variation dite "silver" du phénotype sauvage gris, présente des spécimens quasiment uniformes gris clairs.
Ils sont appréciés comme animaux de compagnie et peuvent vivre jusqu'à 30 ans et plus en captivité.

## Comportement
Quand il est perturbé ou menacé Tiliqua scincoides siffle et exhibe sa langue bleue pour effrayer l'agresseur. Comme beaucoup de lézards, il peut spontanément perdre sa queue si elle est saisie, néanmoins elle repoussera très peu, laissant souvent place à un moignon. Plus la section est proche du bassin, moins la longueur de repousse sera importante.
Une théorie suggérait que la raison principale de la coloration bleue de la langue est pour signaler sa présence a ses congénères, en reflétant un maximum d'ultraviolets. Mais elle a été revue en 2022 par Nagloo, Mountford et leur équipe, révélant que les Tiliqua ne voient que très partiellement les UV, voire pas du tout. Néanmoins, ils sont très sensibles au bleu (2 types de photopigment) , au vert (2 types de photopigment) et au jaune/vert (une type de photopigment). Le rouge est donc absent de leur perception.  Néanmoins la corrélation entre la si bonne vision du bleu et la couleur de la langue n'est pas à ignorer.

## Reproduction
Ovovivipares, ils donnent naissance à des petits. Les portées varient de 1 jusqu'à 20 individus. Les jeunes consomment la paroi de l'œuf immédiatement après la naissance et le sac vittelin dès la naissance, en sectionnant le cordon qui laisse un nombrile temporaire. Ils ressemblent beaucoup à la forme adulte, dans des couleurs aidant au camouflage, souvent bruns. Les couleurs évoluent avec la croissance.

## Liste des sous-espèces
Selon The Reptile Database (13 décembre 2012) :
- Tiliqua scincoides chimaerea Shea, 2000 - îles Tanimbar et Babar dans les Moluques en Indonésie
- Tiliqua scincoides intermedia Mitchell, 1955 - Nord de l'Australie
- Tiliqua scincoides scincoides (White, 1790) - Sud et Est de l'Australie

## Galerie

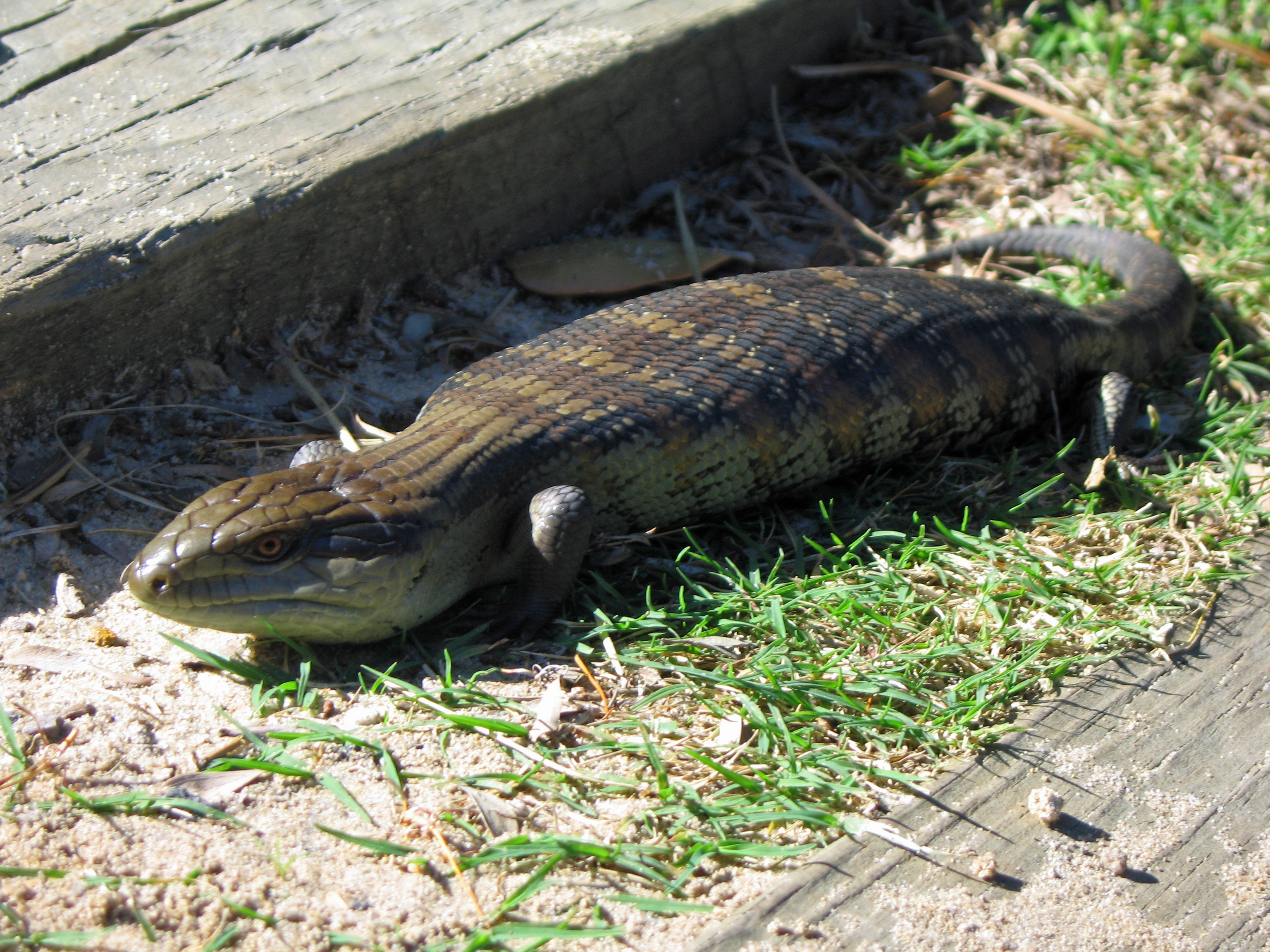
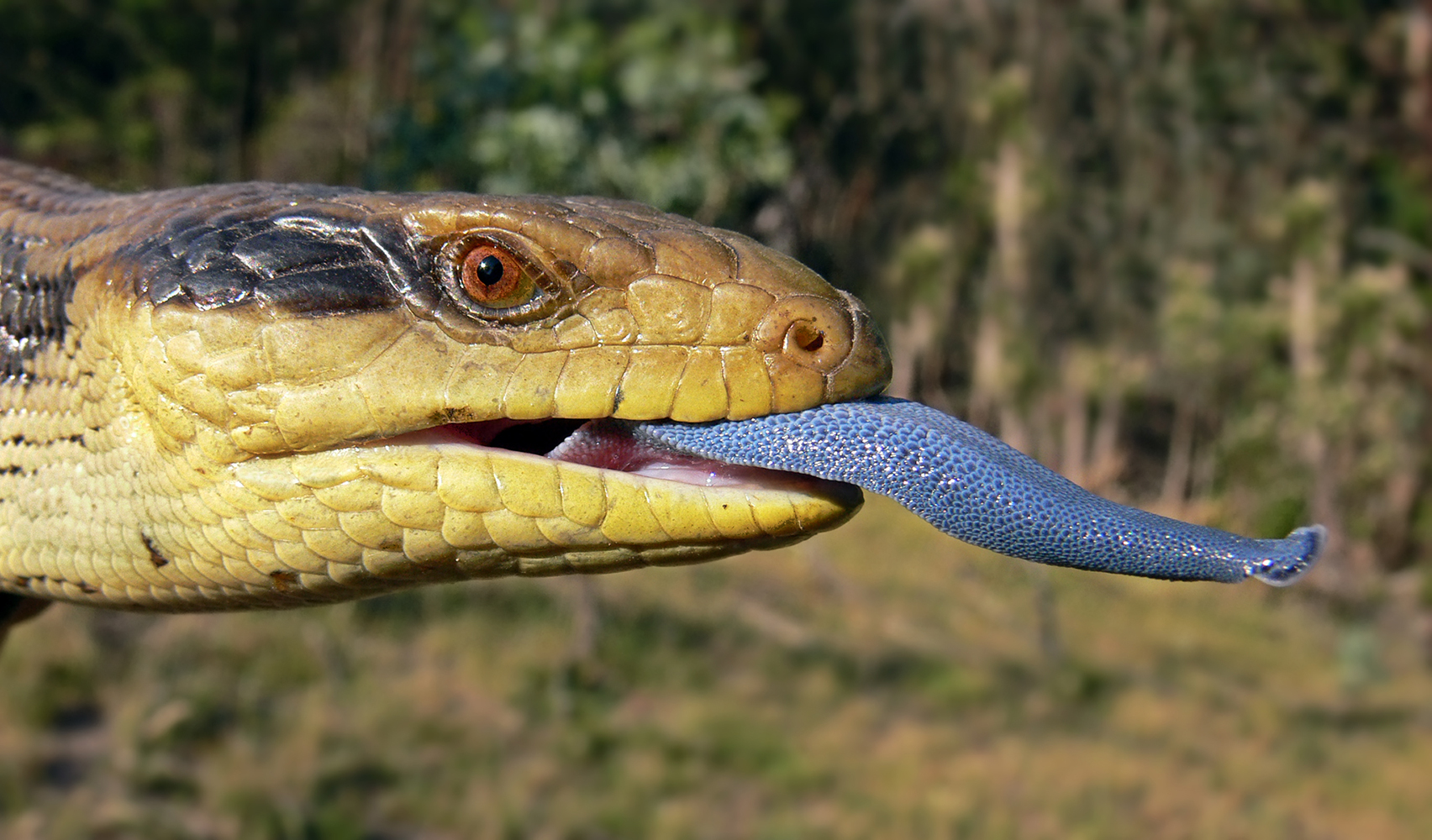
Langue bleu étendue
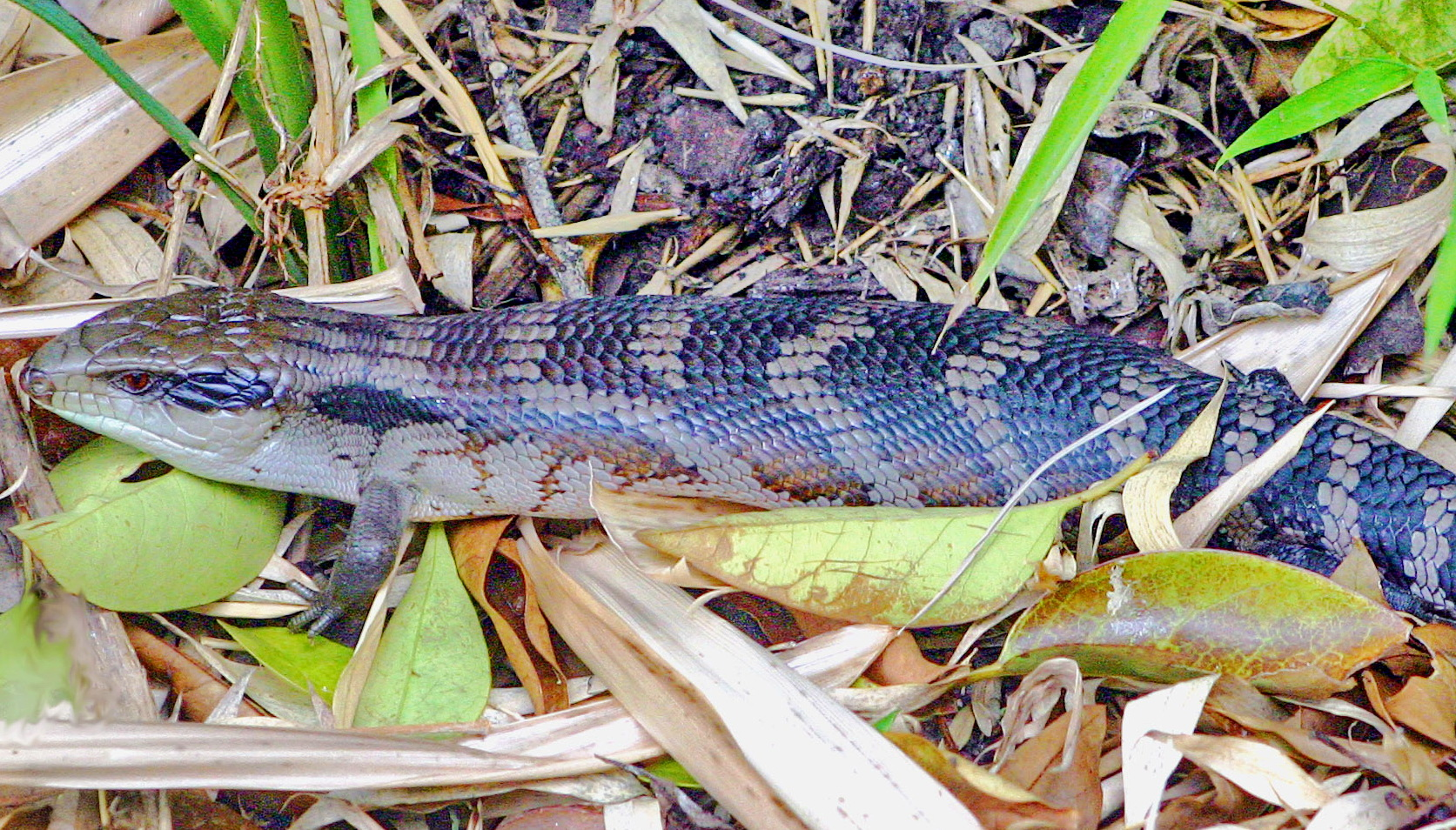
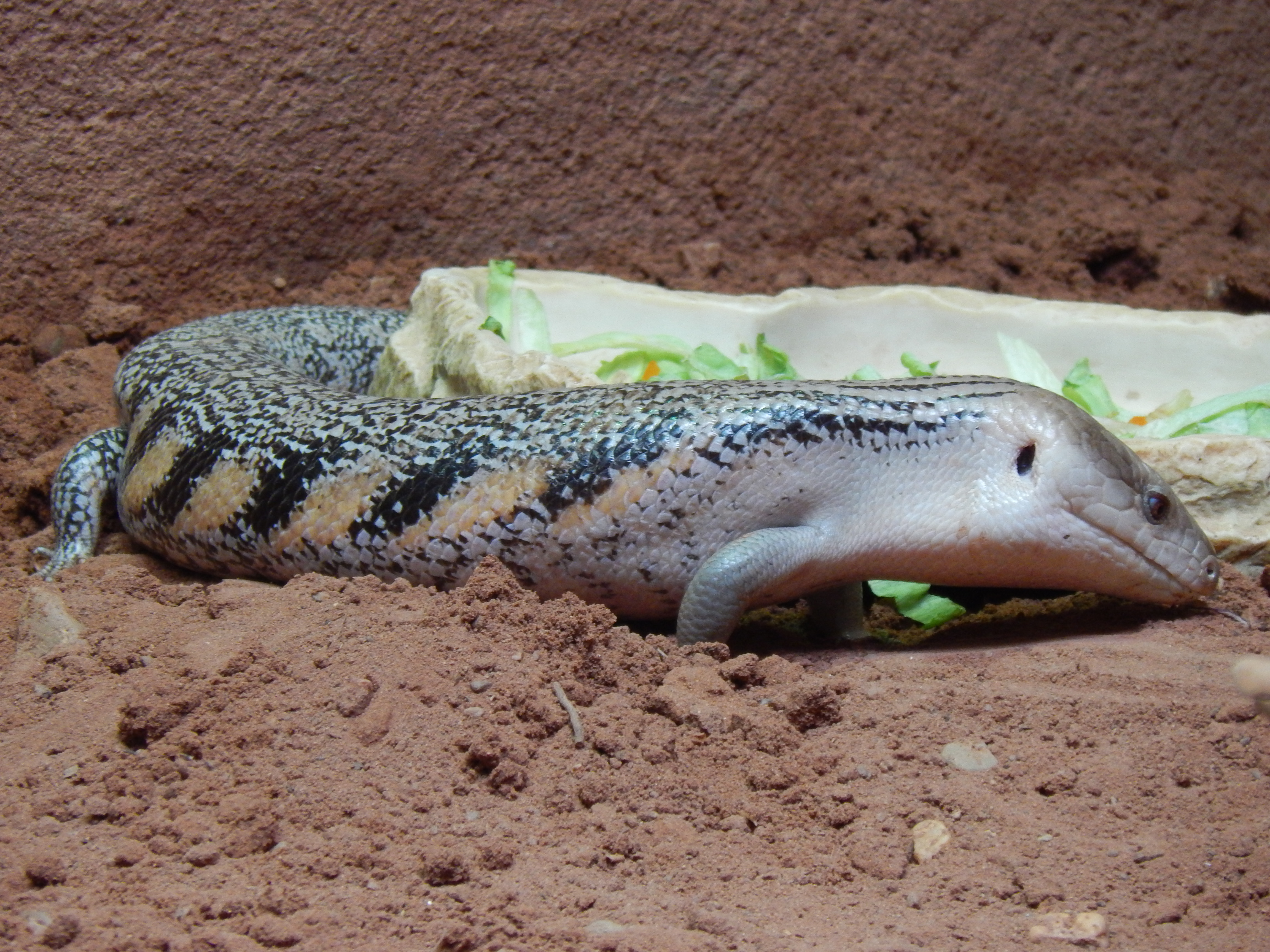
Tiliqua scincoides intermedia

## Publications originales
- Mitchell, 1955 : Preliminary account of the Reptilia and Amphibia collected by the National Geographic Society - Commonwealth Government - Smithsonian Institution Expedition to Arnhem Land (April to November, 1948). Records of the South Australian Museum, vol. 11, p. 373-408 (texte intégral).
- Shea, 2000 : Der Sunda-Blauzungenskink Tiliqua scincoides chimaerea subsp. nov. in Hauschild, Hitz, Henle, Shea &Werning, 2000 : Blauzungenskinke. Beiträge zu Tiliqua und Cyclodomorphus. Natur und Tier Verlag (Münster), no 287, p. 157-160.
- White, 1790 : Journal of a voyage to new South Wales, with sixty-five plates of non descript animals, birds, lizards, serpents, curious cones of trees and other natural productions. Debrett, London, p. 1-229 (texte intégral (en) [PDF]).
- Nagloo, N., Mountford, J. K., Gundry, B. J., Hart, N. S., Davies, W. I. L., Collin, S. P. and Hemmi, J. M. (2022). Enhanced short-wavelength sensitivity in the blue-tongued skink, Tiliqua rugosa. J. Exp. Biol. 225, jeb244317.